# Академия Синика
Академия Синика (на китайски: 中央硏究院) е националната академия на науките на Република Китай и Тайван.
Основана е през 1928 г. с цел да развива и подкрепя научните изследвания в областта на точните и хуманитарните науки.
През 1949 г. Академия Синика се премества от континентален Китай в Тайпе, Тайван.